# Geraldo de Oliveira (padre)
Geraldo de Oliveira (Bonito (Pernambuco), 13 de novembro de 1944 – Surubim, 2 de fevereiro de 2022) foi um sacerdote que cometeu suicídio dentro da igreja onde era pároco.
O Padre Geraldo foi encontrado morto dentro da igreja de São Sebastião, em Surubim. onde era vigário.

## Vida
Nascido em Bonito, Pernambuco, o padre exercia o sacerdócio havia 50 anos, os primeiros 23 anos com atuação na Diocese de Caruaru e os últimos 27 anos na Diocese de Nazaré da Mata.

## Obras
Religioso desde 1972, residia na cidade de Surubim havia 27 anos. Antes exerceu sua função nas cidades de Agrestina e São Caetano.
As marcas fortes de atuação do sacerdote eram as obras sociais, com a construção de residências em alguns municípios da região onde atuava. Realizava, também, de forma permanente, campanhas para doação de cestas básicas, colchões e roupas.
Mesmo aposentado das funções, ainda exercia essas ações sociais e ainda celebrava missas. A sua última missa foi no dia 31 de janeiro, quando, pedindo ao sacristão que fechasse as portas da igreja, permaneceu no seu interior.

## Morte
Após a celebração da missa habitual, o sacerdote solicitou que o sacristão fechasse a igreja e permaneceu no seu recinto.
Funcionários da igreja São Sebastião, em Surubim, onde o padre Geraldo era vigário, encontraram o corpo do sacerdote. Recostado entre dois bancos da igreja, com uma almofada, ao seu lado foi encontrada uma bolsa com uma corda e também embalagem vazia de veneno, conhecido por chumbinho. O padre deixou uma carta de quatro páginas, presa no peito com uma fita adesiva, assinada com a data de 1 de fevereiro de 2022, na qual expunha divergências com dois padres da Paróquia.
A polícia, desde o início, trabalhou com a hipótese de suicídio.

### A carta
A carta deixada pelo padre, com quatro páginas, era dirigida ao padre Severino Correia da Silva e à comunidade, relatando rivalidades, divergências, agressões leves, discriminação e mágoas, motivos isolados sem maior gravidade, insuficientes para conduzirem o sacerdote a esse ato drástico.
Uma cópia foi entregue a uma sobrinha residente em São Caetano, que informou que seu tio lhe tinha entregado a carta no final de dezembro, com orientação expressa para que fosse encaminhada ao bispo de Nazaré da Mata, Dom Francisco, no dia 31 de janeiro.

### Repercussão
O padre Geovane Saraiva, da Arquidiocese de Fortaleza, sentindo o peso e a repercussão do caso, publicou uma crônica-depoimento, onde disse:

"Pe. Geraldo, querendo dignidade, não resistiu aos reveses da vida, não aceitando viver no ostracismo, numa vida sombria, inútil e sem sentido. Da parte do bispo e dos colegas sacerdotes, pedia clemência e indulgência, como se olha para a mãe Terra e por ela nutre um amor desmedido e muito verdadeiro, na consciência de encontrar o alimento da sua própria realização, na vontade humana a se conjugar com vontade divina, no compartilhamento de bens e dons, além dos bens materiais."
Dom Milton Kenan, bispo de Barretos - SP disse:

“Por que há padres cometendo suicídio? Por que há padres e bispos que já sepultaram a vocação? Porque não encontraram alguém para se sentar com eles, para ouvi-los; porque não encontraram alguém que os olhasse sem julgá-los."
Também o Padre Olegário Melo, de Cametá, Pará, também assim se pronunciou:

"O suicídio do Pe. Geraldo, o último padre condenado a morrer tragicamente, foi em consequência desse tipo de ações malignas no presbitério: não aceitação da pessoa do outro, só porque já é idoso, ultrapassado… Muito triste e repugnante!"